# Melitaea maculata
Melitaea maculata är en fjärilsart som beskrevs av Gross 1975. Melitaea maculata ingår i släktet Melitaea och familjen praktfjärilar. Inga underarter finns listade i Catalogue of Life.